# Денис Опенхајм
Денис Опенхајм (енгл. Dennis Oppenheim; 1938) амерички је уметник који се бави концептуалном уметношћу, перформансом и боди артом, као и скулптуром, фотографијом, ленд артом и видео уметношћу.
Од 1968. до данас је активан на светској уметничкој сцени. Године 1997. је био укључен на Венецијанком бијеналу.